# 穰姓
穰姓是個稀有的漢族姓氏，郡望為濟南郡。今日江西省吉安縣，山東省济阳县等地，有較多的穰姓人士居住。

## 起源
- 古有穰国，芈姓，是楚國的同宗。

- 春秋时期齊國有司馬田穰苴，其後人以「穰」為氏。為主要的穰姓人士。

## 名人
- 穰權，唐代官員，濟南郡人，曾任河南儀封縣縣尹，後遷居江西，成為江西穰氏的一世祖。[原創研究？]
- 穰明德，湖南省政协原副主席